# Johnny Castle
Johnny Castle (ur. 31 stycznia 1980 w Jersey City) – amerykański aktor, producent i reżyser filmów pornograficznych. Swój pseudonim przyjął od nazwiska bohatera granego przez Patricka Swayze w melodramacie Emile Ardolino Dirty Dancing (1987). 
W 2024 znalazł się na liście finalistów alei sław Hall of Fame i odebrał nagrodę honorową AVN Award.

## Życiorys

### Wczesne lata
Urodził się w Jersey City w New Jersey. Większość swojej wczesnej młodości spędził w Pensylwanii, gdzie uczęszczał do Whitehall High School.
Po ukończeniu szkoły średniej Langley High School w Sheraden w Pittsburghu, gdzie skupił swoją uwagę na grze w piłkę nożną, tenis i koszykówkę. Studiował na Monmouth University w hrabstwie Monmouth, gdzie w 1998 był zawodnikiem drużyny piłkarskiej mężczyzn. Uzyskał tytuł magistra psychologii na University of Pittsburgh. Brał lekcje aktorstwa w William Esper Studio w Nowym Jorku i na zajęciach teatralnych w college’u.

### Kariera
Po studiach, 31 maja 2005 wszedł do branży pornograficznej. Pod pseudonimem Antonio pracował jako model dla witryny Corbin Fisher i Chuck, a następnie jako Brock w Jake Cruise i jako Antonio Lorca w Sharpshooter. Był na okładkach magazynów „Torso” (w lutym 2006), „Mandate” (w marcu 2006) i „Men” (w marcu 2007 i stycznia 2008). Pracował też dla David Forest Entertainmen, brał udział w scenach solo dla witryn i studiów gejowskich dla dorosłych, a na początku sierpnia 2007 zaczął występować w gejowskich klubach nocnych. 
We wrześniu 2006 jego zdjęcia znalazły się w magazynie „Playgirl”. Johnny Castle otrzymał tytuł „Mężczyzny roku 2007” od magazynu „Men”, przejmując koronę od zwycięzcy z 2006, Zeba Atlasa. W 2008 uruchomił stronę internetową. Był na okładce kalendarza „Men” na rok 2008 i znalazł się na okładce „Inches” (w kwietniu 2009).
Był nominowany do nagrody GayVN Award 2008 za występ w scenie solowej w produkcji gejowskiej Chi Chi LaRue Sun Soaked (2007). 
Grał w potem w filmach Brazzers, Wicked Pictures, Digital Playground, Hustler, Penthouse i Private Media Group. 
Wystąpił w dramacie telewizyjnym Nienasycone (Sexually Insatiable, 2009). Spróbował swoich sił jako reżyser filmu Threesomes Rock (2011).
W 2012 otrzymał nagrodę AVN Award w kategorii niedoceniony wykonawca roku, a w 2014 odebrał XRCO Award jako niedoceniony szermierz.
W 2015 był na dziewiątym miejscu TOPlisty aktorów porno, którzy najbardziej podobają się kobietom, opublikowanej przez jeden z największych portali pornograficznych. 
W 2018 trafił na miejsce szóste rankingu „Najczęściej i najchętniej oglądanych ogierów branży dla dorosłych według danych z takich stron, jak Pornhub czy RedTube”.
W 2018 i 2019 prezentował swoje filmy w społecznościowej sieci OnlyFans, zyskując dużą liczbę subskrybentów.

## Życie prywatne
W 2006 spotykał się poza planem filmowym z aktorką porno Roxy DeVille.

## Nagrody i nominacje
| Rok  | Nagroda                | Kategoria                                                    | Film                                                      | Inni wykonawcy                                      | Rezultat  |
| ---- | ---------------------- | ------------------------------------------------------------ | --------------------------------------------------------- | --------------------------------------------------- | --------- |
| 2007 | Nagroda magazynu „Men” | Mężczyzna roku                                               | –                                                         | –                                                   | Wygrana   |
| 2008 | GayVN Award            | Najlepsza scena solo                                         | Sun Soaked (2007)                                         | –                                                   | Nominacja |
| 2008 | AVN Award              | Najlepsza scena seksu grupowego – wideo                      | Sinema (2007)                                             | Jordan Ash, Jean Val Jean, Gina Mond i John Strange | Nominacja |
| 2008 | AVN Award              | Najlepsza scena seksu triolizmu (chłopak/chłopak/dziewczyna) | Sinema (2007)                                             | Jean Val Jean i Gina Mond                           | Nominacja |
| 2012 | AVN Award              | Niedoceniony wykonawca roku                                  | –                                                         | –                                                   | Wygrana   |
| 2013 | Galaxy Award           | Najlepsza scena chłopak / dziewczyna                         | 2 Chicks Same Time 15905 (2013)                           | Mia Malkova                                         | Wygrana   |
| 2013 | Sex Award              | Najgorętszy ogier dla dorosłych                              | –                                                         | –                                                   | Nominacja |
| 2013 | Fanny Award            | Wykonawca roku                                               | –                                                         | –                                                   | Nominacja |
| 2013 | Fanny Award            | Najbardziej niedoceniony gwiazdor                            | –                                                         | –                                                   | Wygrana   |
| 2014 | AVN Award              | Niedoceniony wykonawca roku                                  | –                                                         | –                                                   | Nominacja |
| 2014 | XRCO Award             | Niedoceniony szermierz                                       | –                                                         | –                                                   | Wygrana   |
| 2014 | Fanny Award            | Penis roku                                                   | –                                                         | –                                                   | Nominacja |
| 2015 | AVN Award              | Nagroda fanów: Ulubiony gwiazdor porno                       | -                                                         | -                                                   | Nominacja |
| 2015 | XBIZ Award             | Najlepsza scena                                              | Tonight’s Girlfriend 22 (2013)                            | Julia Ann i Phoenix Marie                           | Nominacja |
| 2016 | AVN Award              | Nagroda fanów: Ulubiony gwiazdor porno                       | –                                                         | –                                                   | Nominacja |
| 2016 | XBIZ Award             | Najlepsza scena                                              | Tonight’s Girlfriend 41 (2015)                            | Ava Addams                                          | Nominacja |
| 2017 | AVN Award              | Najlepsza scena seksu triolizmu (chłopak/chłopak/dziewczyna) | Revenge Fuck (2016)                                       | Chanel Preston i Ryan Driller                       | Nominacja |
| 2017 | XBIZ Award             | Najlepsza scena                                              | My Sister’s Hot Friend 45 (2015)                          | Lexi Belle                                          | Nominacja |
| 2018 | AVN Award              | Najlepszy aktor drugoplanowy                                 | Lay Her Down (2017)                                       | –                                                   | Nominacja |
| 2019 | AVN Award              | Najlepsza aktor                                              | Finisher: A DP XXX Parody (2018)                          | –                                                   | Nominacja |
| 2019 | XBiz Award             | Najlepsza scena seksu w realizacji gonzo                     | Anal Fuck Dolls 3 (2018)                                  | Bridgette B                                         | Nominacja |
| 2020 | AVN Award              | Nagroda fanów: Ulubiony gwiazdor porno                       | –                                                         | –                                                   | Nominacja |
| 2020 | AVN Award              | Najlepsza scena seksu chłopak / dziewczyna                   | Worship Me (2019)                                         | Desiree Dulce                                       | Nominacja |
| 2020 | AVN Award              | Najlepsza scena seksu triolizmu (chłopak/chłopak/dziewczyna) | Doe Projects 12788: Baller Tales – Top-Shelf Pussy (2018) | Ariana Marie i Karlo Karrera                        | Nominacja |
| 2021 | AVN Award              | Nagroda fanów: Ulubiony gwiazdor porno                       | –                                                         | –                                                   | Nominacja |
| 2021 | AVN Award              | Najlepsza scena seksu grupowego                              | Turning Our Daughters to the Dark Side (2018)             | Chanel Grey, Chloe Temple i Quinton James           | Nominacja |
| 2022 | AVN Award              | Najlepsza scena seksu z podwójną penetracją                  | Something Wild (2021)                                     | Alexis Fawx i Xander Corvus                         | Nominacja |
| 2024 | AVN Award              | Hall of Fame (Sala sław)                                     | –                                                         | –                                                   | Wygrana   |